# Waste Land (film, 2010)
Pour les articles homonymes, voir Waste Land.
Pour plus de détails, voir Fiche technique et Distribution.
Waste Land (Lixo Extraordinário) est un film documentaire brésilien écrit et réalisé par Lucy Walker, João Jardim (pt) et Karen Harley en 2010.
Il a été présenté au festival de Sundance 2010, où il a remporté le Prix du public international, et a été nommé pour l'Oscar du meilleur film documentaire en 2011.

## Synopsis
Le film traite du travail de l'artiste brésilien Vik Muniz, qui crée ses œuvres grâce à des déchets recyclables issus de Jardim Gramacho, la plus grande décharge du monde pour la ville de Rio de Janeiro au Brésil.

## Fiche technique
- Titre : Waste Land
- Titre original : Lixo Extraordinário
- Réalisation : Lucy Walker, João Jardim (pt) et Karen Harley
- Montage : Pedro Kos
- Musique : Mary J. Blige
- Genre : film documentaire
- Langue : anglais
- Durée : 97 minutes
- Pays d'origine : Brésil, Royaume-Uni
- Dates de sortie :
  -  Festival de Sundance 2012 : 24 janvier 2010
  -  États-Unis : 22 juin 2012

## Distribution
- Vik Muniz

## Accueil
Le film a reçu un accueil extrêmement positif. Il obtient une note de 100 % sur l’agrégateur de critiques Rotten Tomatoes, basé sur 67 critiques.

## Récompenses
- 2010 : Prix du public international au Festival de Sundance
- 2011 : Rogers People’s Choice Award au Festival international du film de Vancouver